# Tomate limachino antiguo

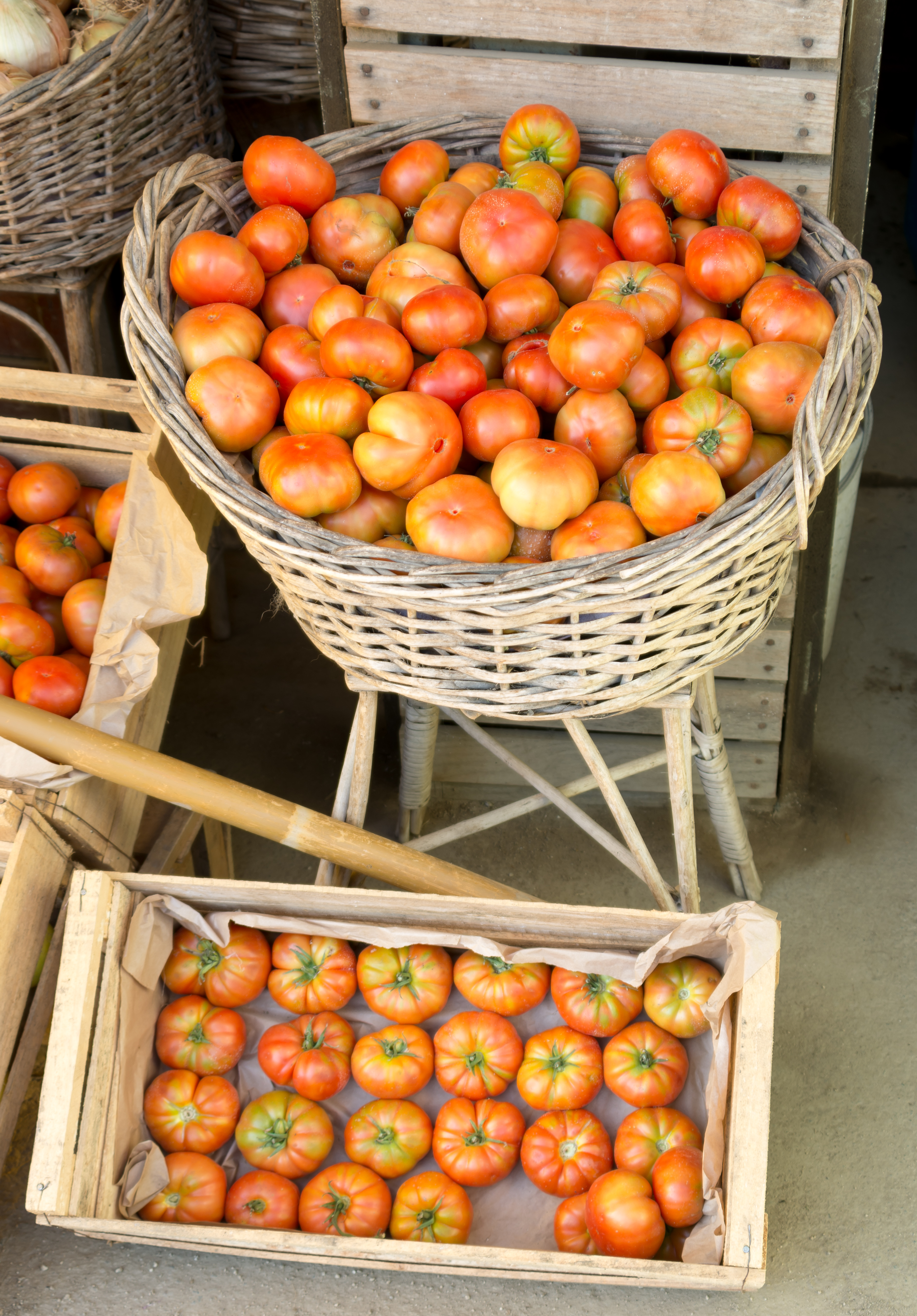
Tomate limachino antiguo siendo ofrecido para su venta.

El tomate limachino antiguo denominado vulgarmente como tomate limachino, es una variedad cultivada del tomate (Solanum lycopersicum) que se usa ampliamente en la gastronomía chilena. Se trata de una variedad que posee características de sabor, aroma, color y textura sumamente particulares. Tradicionalmente su cosecha se produce entre diciembre y enero, esto es el inicio del verano del hemisferio sur, y está asociado a una corta duración del fruto después de su cosecha, no superior a 4 días.
Históricamente fue cultivado y está asociado a la ciudad chilena de Limache donde anualmente se realiza un festival en honor de esta variedad de tomate.

## Historia
El cultivo de tomate comenzó en el área de Valparaíso a comienzos del siglo XX, específicamente en Quillota y Limache. Durante la primera mitad del siglo XX el tomate limachino antiguo se convirtió en la principal variedad cultivada en Limache. Tradicionalmente se ha señalado que esta variedad tiene su origen en Italia, desde donde sus semillas habrían sido traídas por una familia local.
Durante buena parte del siglo XX fue comercializado en los mercados del centro de Chile, siendo considerado por muchos años como la principal variedad de tomate consumida en el país, pero con el tiempo fueron reemplazados por las variedades de tomate larga vida, ya que estas semillas tienen periodos de cultivo menores y una mayor duración posterior a la cosecha, a diferencia del tomate limachino antiguo que puede demorar 5 meses o más en ser cosechado, y que posee una sobre vida de pocos días.
Durante los inicios del siglo XXI se creyó que esta variedad estaba perdida, sin embargo gracias al trabajo conjunto del Instituto de Investigaciones Agropecuarias y la Universidad Federico Santa María se han podido cultivar nuevamente de forma artesanal.

## Características
El tomate limachino antiguo se utiliza aún por sus excelentes propiedades sensoriales (color, sabor, aroma y textura) y su alto contenido de compuestos bioactivos (licopeno), además de su importancia como hortaliza. Esta variedad presenta entrenudos de tamaño medio y buena cobertura foliar. Las principales desventajas son su cosecha concentrada y su escasa vida de posterior a la cosecha, que no supera los 4 días.